# Ямский, Эразм
Эразм Ямский (словен. Erazem Predjamski, нем. Erasmus von Luegg, ум. 16 декабря 1483) — барон, выдающийся полководец XV века, бургграф Предъямского замка. Словенский национальный герой.

## Биография
Эразм Ямский родился на словенской земле, под властью Священной Римской империи германской нации (I Германского Рейха). Он был сыном имперского губернатора портового города Триест — Николая Ямского (Nikolaj Jamski, Nikolaus von Lueger). Рыцари Ямские долгое время были вассалами графов Горицких, а затем — вассалами епископов Аквилейских. Вопрос о словенском или же немецком происхождении Ямских по мужской линии остаётся открытым.
С 1274 года Ямские владели известным с XII века Предъямским замком, от которого и пошла их фамилия. Германские формы этой фамилии: Луэгг, Луэг, Люэгг, Люэг, Люэгер, Люгер, Люхер. Следует особо подчеркнуть, что речь идёт не о разных фамилиях, но именно о разных формах. Ибо все они «завязаны» на имени замка, который для словенцев — PredJAMSKI grad, а для немцев — Höhlenburg LUEG… Словенское название замка, как будто, не нуждается в русском переводе: представляется, что «Предъямский» — это стоящий перед ямой. В действительности, словенское слово «Jama» имеет несколько значений и смысловых оттенков. И в данном случае, «Jama» — это пещера. Средневековый замок искусно встроен в скалу, которая послужила базовым элементом несущей конструкции. Замок прикрывает собою вход в гигантскую пещеру. И название его однозначно переводится на русский язык как Предпещерный.
Барон Эразм Ямский смолоду отличался неукротимым нравом. Согласно словенской легенде, в 1482 году Эразм Ямский убил на дуэли имперского маршала Генриха фон Паппенгейма (Heinrich von Pappenheim) за то, что тот жестоко оскорбил память его друга — Андреаса Баумкирхера (Andreas Baumkircher). Паппенгейм же состоял в родстве с императором Священной Римской империи (I Рейха) и Австрийским эрцгерцогом Фридрихом III Габсбургом. В связи с чем, между императором и бароном вспыхнула война. Неприступный Предъямский замок сделался главной (и, можно сказать, единственной) оперативной базой мятежного барона Ямского. Который, правда, вскоре нашёл могущественного покровителя в лице венгерского короля Матьяша I Хуньяди-Корвина, прозванного соотечественниками «Новым Аттилой»…

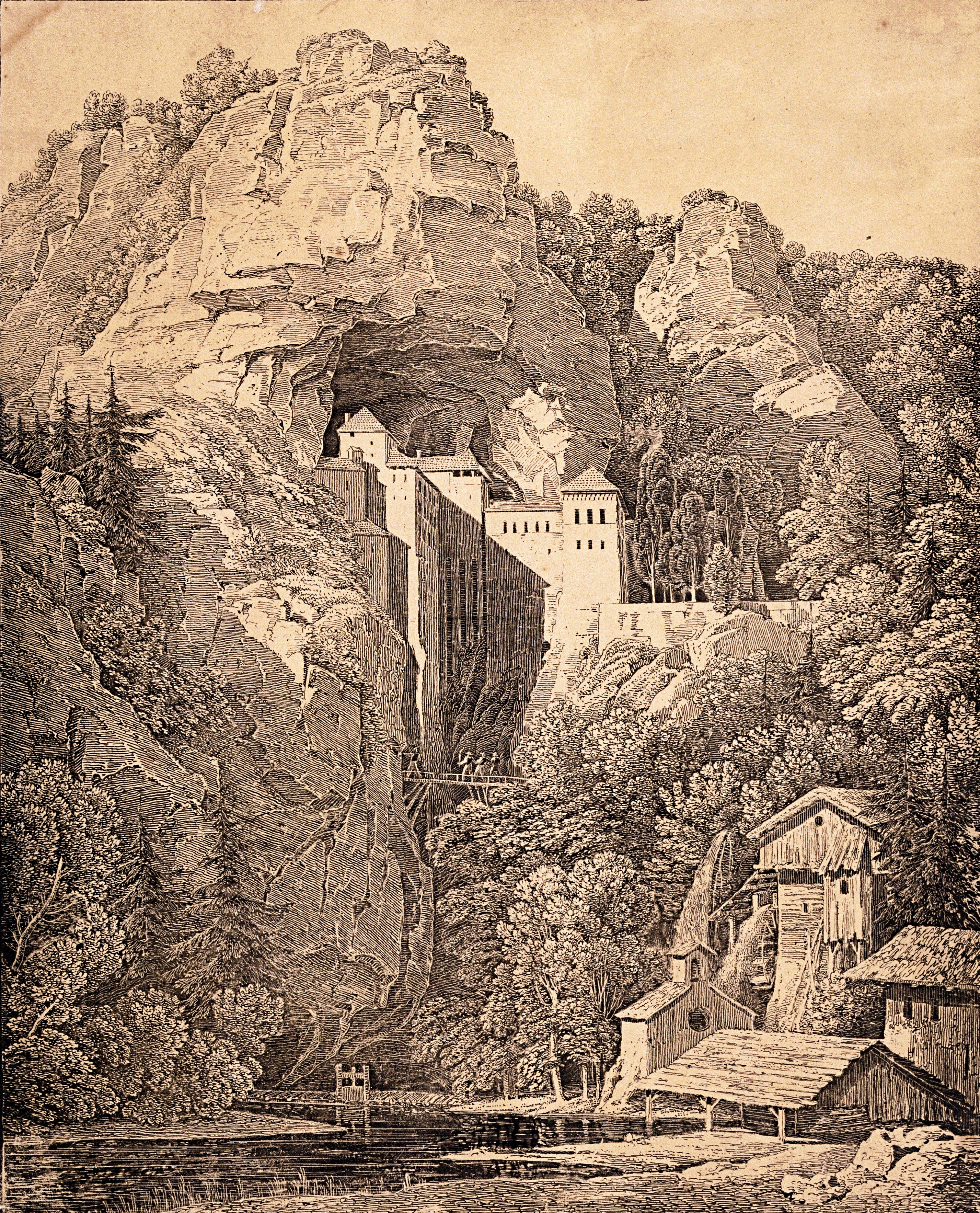
Предъямский замок на литографии К. Ф. Шинкеля, 1816 год

Однако ж, от венгерского вассалитета было мало пользы: в то время, как Корвин теснил Габсбурга, — Габсбург теснил Ямского. Последний не падал духом, смело огрызался, атаковал имперские гарнизоны, налетал на торговые караваны, следовавшие в Вену из Италии, Истрии и Далмации… 
Vitez, pred katerim sta nekoč trepetala tako Trst kot Dunaj!
 — говорили про него словенцы. В переводе Михаила Девлеткамова: 
Витязь, пред коим враги трепетали как зыбкий дунайский тростник!
Император повелел новому губернатору Триеста, барону Гашпару Равбару (Рауберу) взять Предъямский замок в клещи. Почти год продолжалась осада. Ни пушки, ни катапульты не нанесли особого урона рыцарской твердыне. Имперцы коченели от холода — и задыхались от злобы и беспомощности, когда «барон разбойников» предлагал им сверху печёное мясо только что закланного вола и свежие вишни, доставляемые ему, через подземный ход, из дружественной Випавы… Однако, в 1484 году Равбару удалось подкупить одного из эразмовых слуг. Предатель (легенда не сохранила его имени) глубокой ночью зажёг фонарь в туалете, где в тот момент пребывал Эразм. Каменные ядра полетели «на огонёк» — и барон расстался с жизнью. Словенская легенда настаивает на том, что Ямский погиб не от пушечного ядра, но от рухнувшей на него стены.
Подданные похоронили Эразма Ямского (Люэгга) на городской площади, рядом с небольшой готической церковью Св. Марии Семи скорбей, под сенью огромной липы. Освящал церковь итальянский кардинал Франческо Нанни Тодескини-Пикколомини (1439—1503), позднее вошедший в историю как Папа Римский Пий III. И церковь, и Эразмова липа уцелели до наших дней…
Тогда же, в 1484 году, Фридрих, отпраздновав победу, пожаловал трофейный замок дворянскому роду Обербург (Oberburg, Oberrug).

## Семья
Сестра Эразма, Барбара фон Люэг (Ямская) вышла замуж за барона Леонгарда фон Герберштейна. Их сын Сигизмунд фон Герберштейн стал выдающимся дипломатом Священной Римской империи, дважды, в 1517 и в 1526 гг., посетившим Московское государство.